# Io vi dichiaro marito e... marito
Io vi dichiaro marito e... marito (I Now Pronounce You Chuck and Larry) è un film commedia del 2007 diretto da Dennis Dugan, con Adam Sandler, Kevin James e Jessica Biel.

## Trama
Chuck Levine e Larry Valentine sono due vigili del fuoco e amici di lunga data. Chuck è un donnaiolo mentre Larry è un padre single con una bimba "maschiaccio" Tori, ed un figlio chiaramente effeminato di nome Eric. A causa dell'ossessione di Larry per la sua defunta moglie, l'uomo ha finito per non cambiare il beneficiario primario della sua pensione da sua moglie ai suoi figli entro la scadenza. L'unica soluzione per Larry è di risposarsi, ma non conosce nessuna donna in cui riporre tanta fiducia da affidare il futuro dei figli.
Larry si trova a leggere un articolo relativamente ai matrimoni per persone dello stesso sesso ed ha l'idea di sposare Chuck, rendendolo beneficiario e tutore dei suoi figli. Chuck è riluttante ma accetta in riconoscenza del fatto che Larry in precedenza gli aveva salvato la vita.
Dopo che i due si sono sposati, un ufficiale giudiziario si reca a casa loro per indagare. Colti di sorpresa Chuck e Larry fingono goffamente e l'ufficiale lascia loro intuire che, in base al suo giudizio, avrebbero potuto avere altre visite in futuro. Così Chuck e Larry decidono di affidarsi all'attraente avvocatessa Alex McDonough, a cui non rivelano come stanno realmente le cose. Alex li mette subito in guardia sui probabili controlli futuri, in quanto, in passato, si erano verificati dei casi in cui si dichiarava il falso per ottenere dei benefici fiscali; in particolare Alex rivela che se l'ufficiale a cui avessero affidato la loro pratica fosse stato il signor Clinton Fitzer, egli avrebbe dimostrato che Chuck e Larry non erano stati affatto credibili riguardo alla loro unione. Per evitare problemi Alex consiglia loro di andare a sposarsi in Canada, dove è legalmente riconosciuto il matrimonio gay.
Di lì a poco scoprono di essere controllati proprio dall'invadente Clinton Fitzer, ma Alex rassicura i suoi clienti e ne diventa amica, soprattutto con Chuck. Dopo averli invitati ad una festa omosessuale, Chuck e Larry si trovano a dover affrontare una manifestazione anti-gay. Chuck si schiera energicamente contro la manifestazione, finendo sui giornali e facendo diventare il loro matrimonio di pubblico dominio.
I due uomini cominciano ad essere emarginati sul posto di lavoro e il loro capitano Phineas J. Tucker, conoscendo bene le situazioni di entrambi ed intuendo che è tutta una montatura, per evitare altre lamentele li mette in turni separati, invitandoli a dichiarare la verità al più presto. Nel frattempo Clinton Fitzer ha trascinato Chuck e Larry (che sono diventati un caso mediatico) in tribunale. I due uomini pur non essendo davvero coniugi dimostrano di essere affiatati e legati come una coppia vera. Quando però gli viene chiesto di baciarsi, i due sono messi alle strette. È a quel punto che interviene il capitano Phineas J. Tucker che rivela che i due uomini non sono assolutamente gay.
Larry e Chuck vengono arrestati, insieme al capitano e all'intero corpo di vigili loro colleghi, i quali dichiarano di essere complici nella realizzazione del loro piano, anche se in realtà non avevano partecipato. Il caso mediatico creato e la folla a sostegno di tutti i ragazzi fanno sì che il giudice Banks offra loro una chance: non dovranno passare neppure un giorno in carcere se aiuteranno una campagna di raccolta fondi per la cura dell'AIDS, dato che ormai sono due celebrità. Per farlo, i due uomini preparano un calendario ironicamente sexy insieme ai loro colleghi vigili.
Due mesi dopo, Chuck e Larry tornano in Canada, stavolta per partecipare al matrimonio del loro collega Fred G. Duncan (che grazie a loro ha trovato il coraggio di fare coming out) con Kevin, il fratello di Alex. Durante il ricevimento, Larry trova finalmente il coraggio di voltare pagina e inizia a chiacchierare con un'invitata, mentre Alex accetta l'invito di Chuck a ballare con lui.

## Riconoscimenti
- 2008 - MTV Movie Awards
  - Nomination Miglior performance femminile a Jessica Biel
  - Nomination Miglior performance comica a Adam Sandler
- 2007 - MTV Movie Awards
  - Nomination Miglior blockbuster estivo non ancora uscito
- 2007 - Razzie Awards
  - Nomination Peggior film
  - Nomination Peggior regista a Dennis Dugan
  - Nomination Peggiore attore protagonista a Adam Sandler
  - Nomination Peggiore attore non protagonista a Kevin James
  - Nomination Peggiore attore non protagonista a Rob Schneider
  - Nomination Peggiore attrice non protagonista a Jessica Biel
  - Nomination Peggior coppia a Adam Sandler e a scelta tra Kevin James o Jessica Biel
  - Nomination Peggior sceneggiatura a Barry Fanaro, Alexander Payne e Jim Taylor
- 2009 - Razzie Awards
  - Nomination Peggior attore del decennio a Rob Schneider
- 2007 - Teen Choice Awards
  - Nomination Miglior film commedia/musicale estivo
- 2008 - Golden Trailer Awards
  - Nomination Miglior poster romantico

## Curiosità
Durante la marcia per i gay, i due attori, per ricordarsi la data di nascita usano quelle vere, ovvero il 9 settembre per Adam Sandler e il 26 aprile per Kevin James.